# 한뮌덴

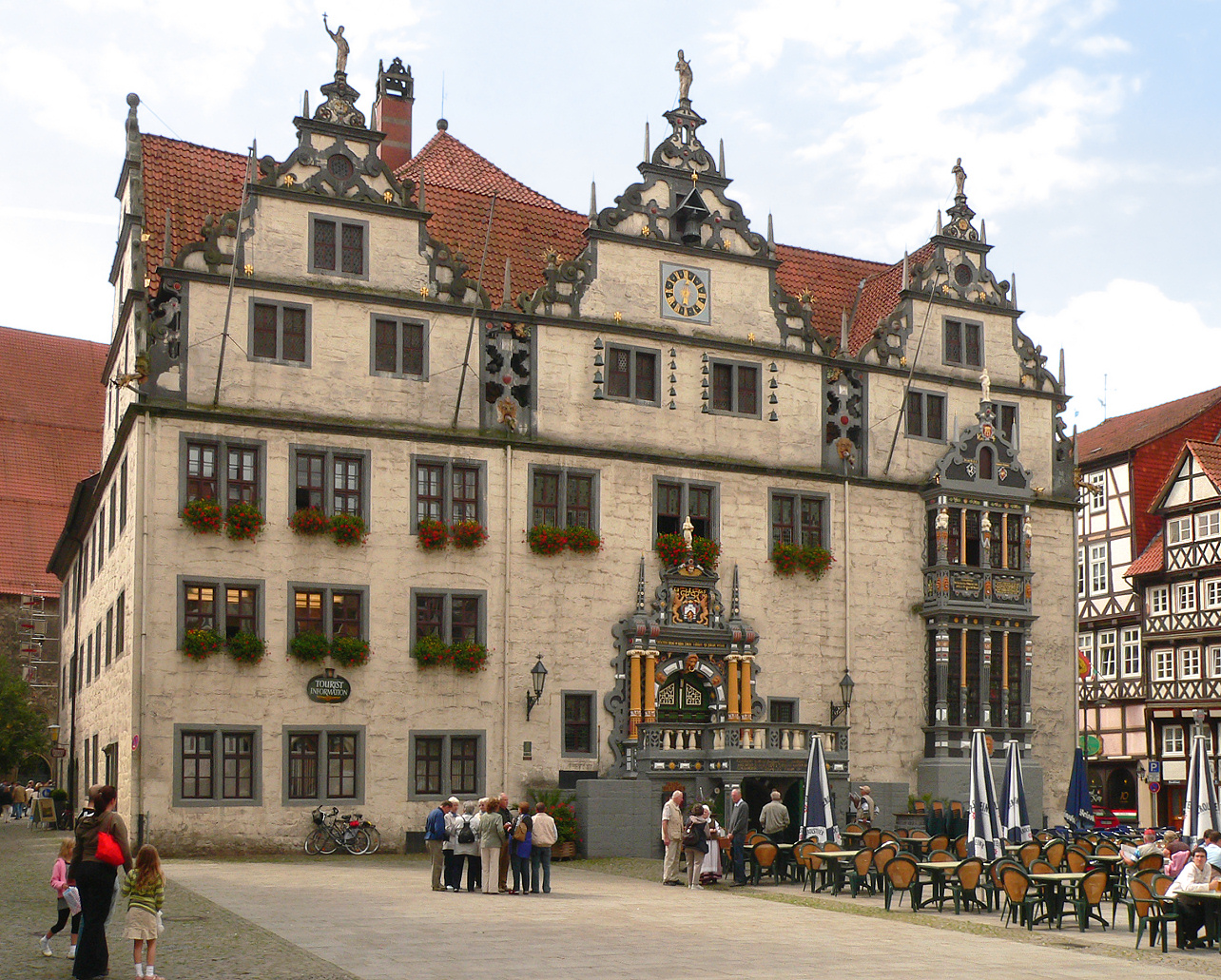
한뮌덴 시청

한뮌덴(독일어: Hann. Münden)은 독일의 니더작센주 괴팅겐군(郡)(de)에 위치한 도시로 면적은 121.12km2, 인구는 23,853명(2017년 12월 31일 기준), 인구 밀도는 197명/km2이다. 풀다강과 베라강이 합쳐 베저강을 이루어 북류하는 지점이다.
원래는 뮌덴(Münden)이었지만 다른 지역의 도시들인 민덴(Minden) 및 뮌헨(München)과 이름이 뒤섞였다. 1866년 하노버 왕국이 프로이센 왕국에 합병된 이후에는 베저강 중류의 민덴과의 혼동을 피하기 위해 하노베르슈뮌덴(Hannoversch Münden)으로 바뀌었다.  한뮌덴(Hann. Münden)은 1991년에 결정, 2006년에 확정됐다.

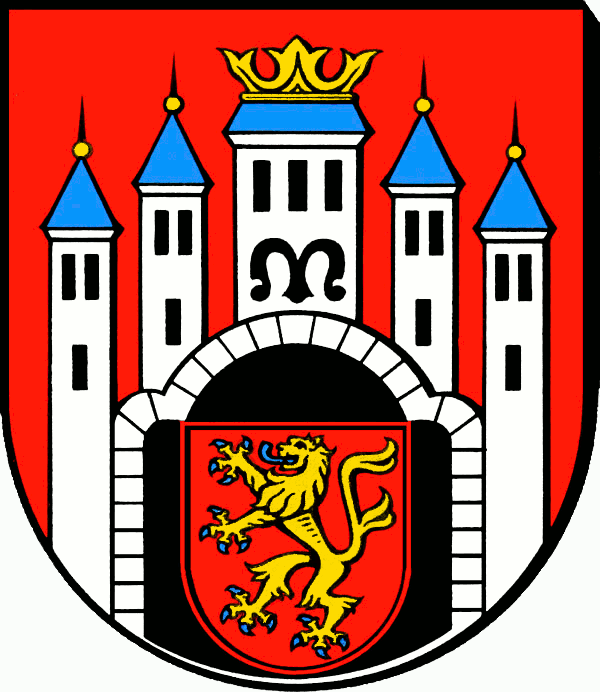
시 문장

## 자매 도시
- 이스라엘 홀론
- 폴란드 헤움노